# Solea

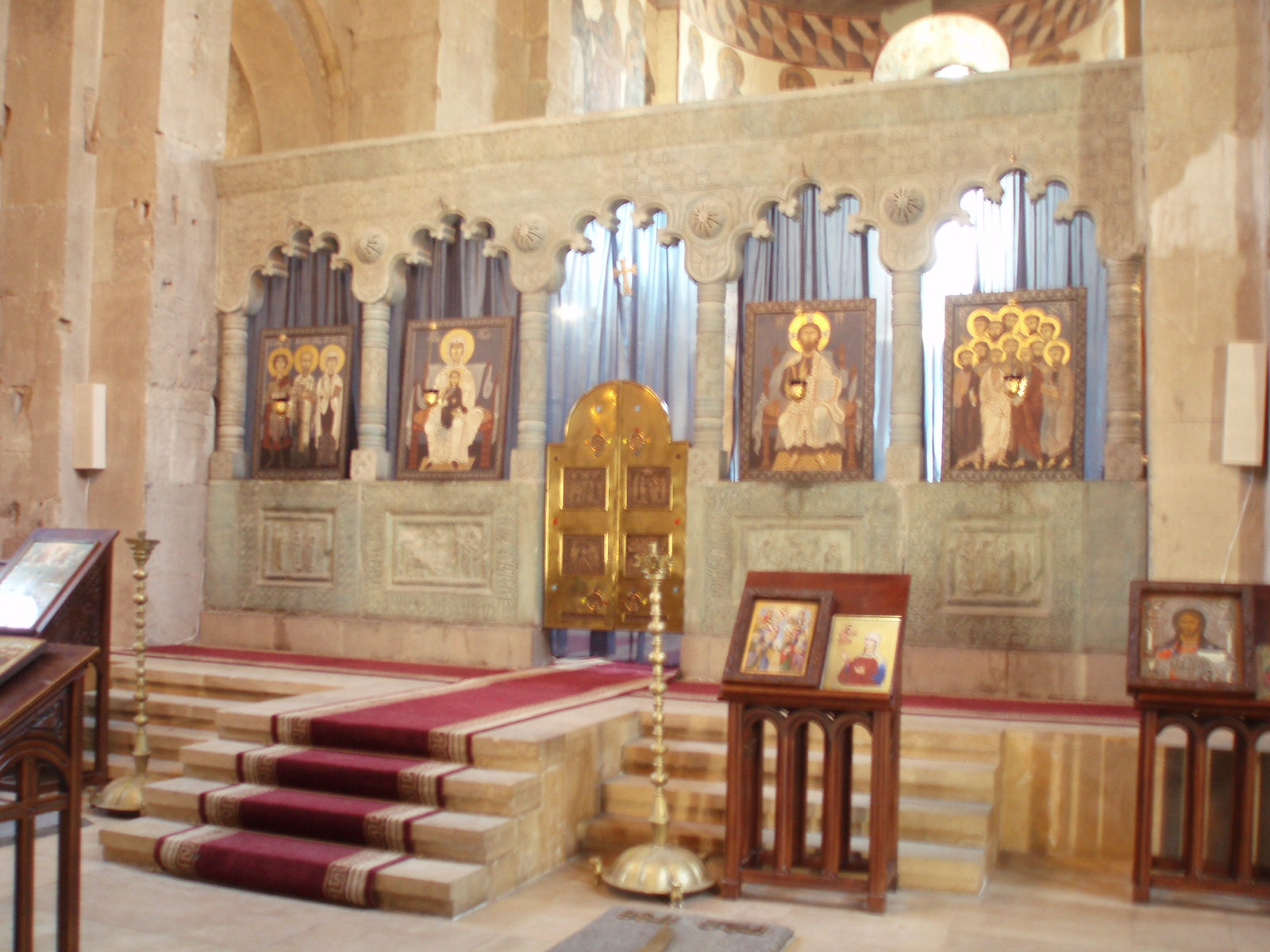
Solea chrámu ve Světic-Chověli

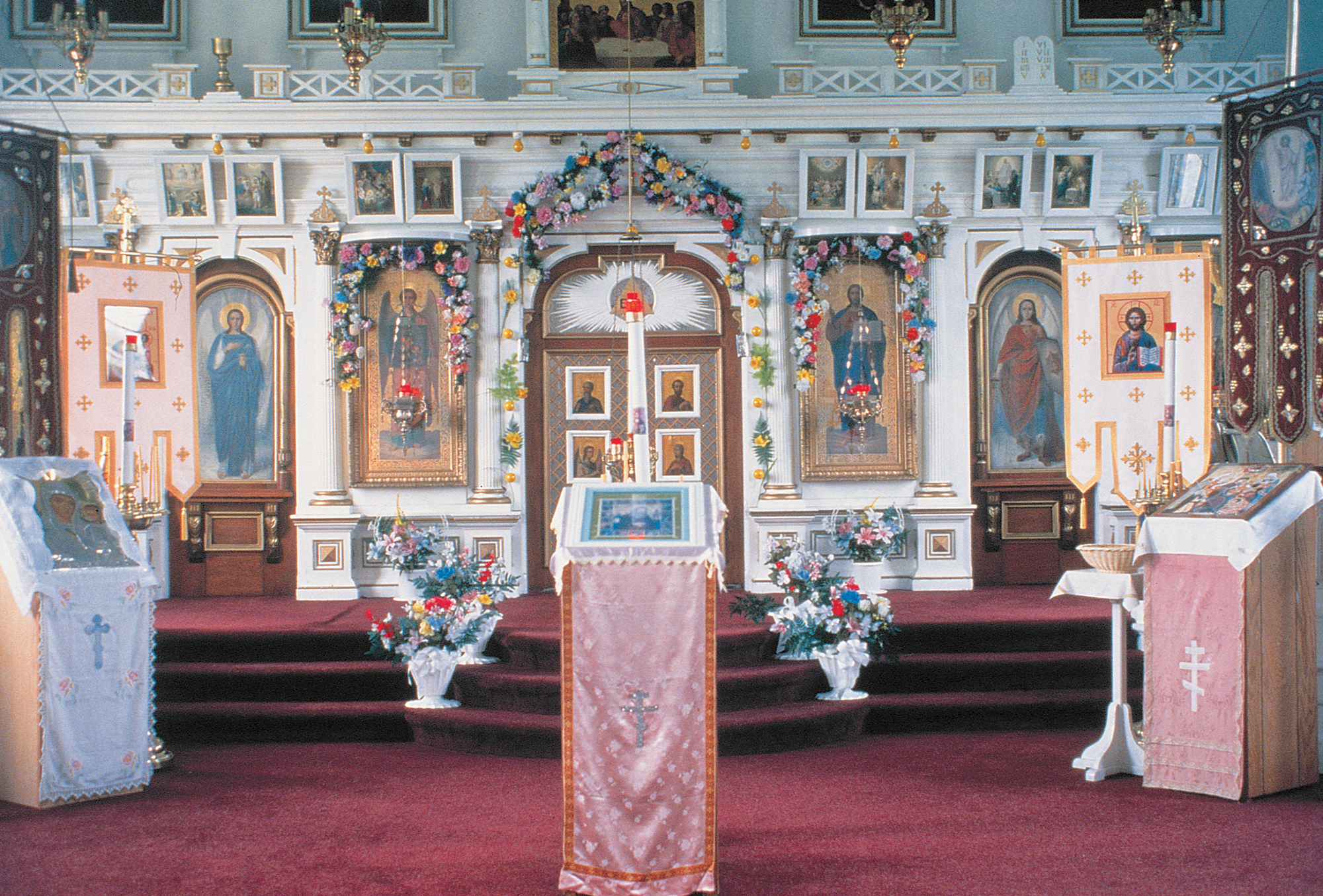
Solea v ruském pravoslavném chrámu vyvýšená o tři stupínky

Solea nebo též soleja (z řeckého σόλιον / sólion = latinsky solea, od výrazu solum = rovné místo, zem, podlaha; v ruštině se vyskytuje jako солея́ / solějà) je vyvýšený prostor před oltářovou brankou či ikonostasem v pravoslavných a řeckokatolických chrámech. Současně se i samotný oltář nachází na vyvýšeném místě (většinou o jeden nebo o tři stupínky) a tím solea vytváří dojem prodloužení oltáře směrem do prostoru chrámu. Před carskými vraty vystupuje vpřed ve tvaru půlkruhu. V Ruské a Ukrajinské pravoslavné církvi se tato část soley nazývá ambon. Na koncích soley se nacházejí kliry (kliros). Solea slouží jako proscénium při bohoslužbě. Po straně středové části chrámu je solea obvykle ohrazena nevysokou mříží. U východních Slovanů bývá solea poměrně široká, zatímco v Řecku a na Balkáně je solea většinou velmi úzká. Původně to byl prostor určený pro kleriky s nižším svěcením, zejména pak pro zpěváky. 